# Skogstorp, Eskilstuna kommun
Skogstorp är en ort  i Eskilstuna kommun belägen i Husby-Rekarne socken. Eskilstunaån passerar genom Skogstorp som ligger cirka 5 kilometer söder om centrala Eskilstuna. Från 2015 ingår bebyggelsen i tätorten Eskilstuna.
Redan på bronsåldern fanns bebyggelse i Skogstorp. Skogstorpsyxorna är ett känt fornfynd från den tiden som påträffats i Kälbyravinen väster om Hyndevadsån. Omkring 1590 anlades en vapensmedja, som blev Rosenbergs bruk, vid fallen vid Skogstorp. Under 1700-talet bruk namn till Rosenbergs bruk, samtidigt som vattenfallet fick namnet Rosenfors. Bruket lades ned 1843, men 1861 återupptogs järnmanufaktur i Skogstorp med grundandet av Rosenfors järnmanufakturverk på Bruksholmen. All bebyggelse koncentrerades nu till Bruksholmen. Delar av fabriksbyggnaderna, arbetarbostäder och disponentbostaden är bevarade. Söder om fabriken anlades den privata engelska parken Rosenforsparken med ett konstgjort gravfält, vilket även delvis finns kvar. Parken uppfördes av fabrikens ägare bröderna Liberg.
År 1906 byggde Eskilstuna Stålpressnings AB ett varmvalsverk och Kraftstationen i Skogstorp på platsen för det gamla Rosenbergs bruk. Genom fyllningar i strömmen anlades den nuvarande kraftverkskanalen. Nordväst om valsverket uppfördes även arbetarbostäder, av vilka några är bevarade. Valsverket och järnmanufakturverket och dess efterträdare använde under merparten av 1900-talet el från detta kraftverk.
Numera är Skogstorp framför allt ett bostadssamhälle med två större arbetsgivare: Alfa Lavals separatorfabrik (tidigare Eskilstuna Stålpressnings AB, Pressbolaget) och Skogstorpsskolan.
Järnvägslinjen Sala–Oxelösund passerar genom Skogstorp, men persontrafiken vid ortens järnvägsstation upphörde år 1991. 

## Befolkningsutveckling
| Befolkningsutvecklingen i Skogstorp 1950–2010 | Befolkningsutvecklingen i Skogstorp 1950–2010 | Befolkningsutvecklingen i Skogstorp 1950–2010 | Befolkningsutvecklingen i Skogstorp 1950–2010 | Befolkningsutvecklingen i Skogstorp 1950–2010 |
| --------------------------------------------- | --------------------------------------------- | --------------------------------------------- | --------------------------------------------- | --------------------------------------------- |
|                                               |                                               |                                               |                                               |                                               |
| År                                            |                                               |                                               | Folkmängd                                     | Areal (ha)                                    |
| 1950                                          | 1950                                          |                                               | 1 812                                         |                                               |
| 1960                                          | 1960                                          |                                               | 1 344                                         |                                               |
| 1965                                          | 1965                                          |                                               | 1 772                                         |                                               |
| 1970                                          | 1970                                          |                                               | 2 092                                         |                                               |
| 1975                                          | 1975                                          |                                               | 2 568                                         |                                               |
| 1980                                          | 1980                                          |                                               | 2 691                                         |                                               |
| 1990                                          | 1990                                          |                                               | 2 860                                         | 319                                           |
| 1995                                          | 1995                                          |                                               | 2 866                                         | 265                                           |
| 2000                                          | 2000                                          |                                               | 2 757                                         | 265                                           |
| 2005                                          | 2005                                          |                                               | 2 803                                         | 265                                           |
| 2010                                          | 2010                                          |                                               | 2 860                                         | 265                                           |
| Anm.: Sammanvuxen med Eskilstuna 2015.        |                                               |                                               |                                               |                                               |

## Idrott
Skogstorps GoIF är den lokala idrottsföreningen, som har cirka 500 aktiva medlemmar. Föreningen spelar i första hand fotboll och har en omfattande ungdomsverksamhet. Verksamheten bedrivs på Orrlidens IP.

## Bildgalleri

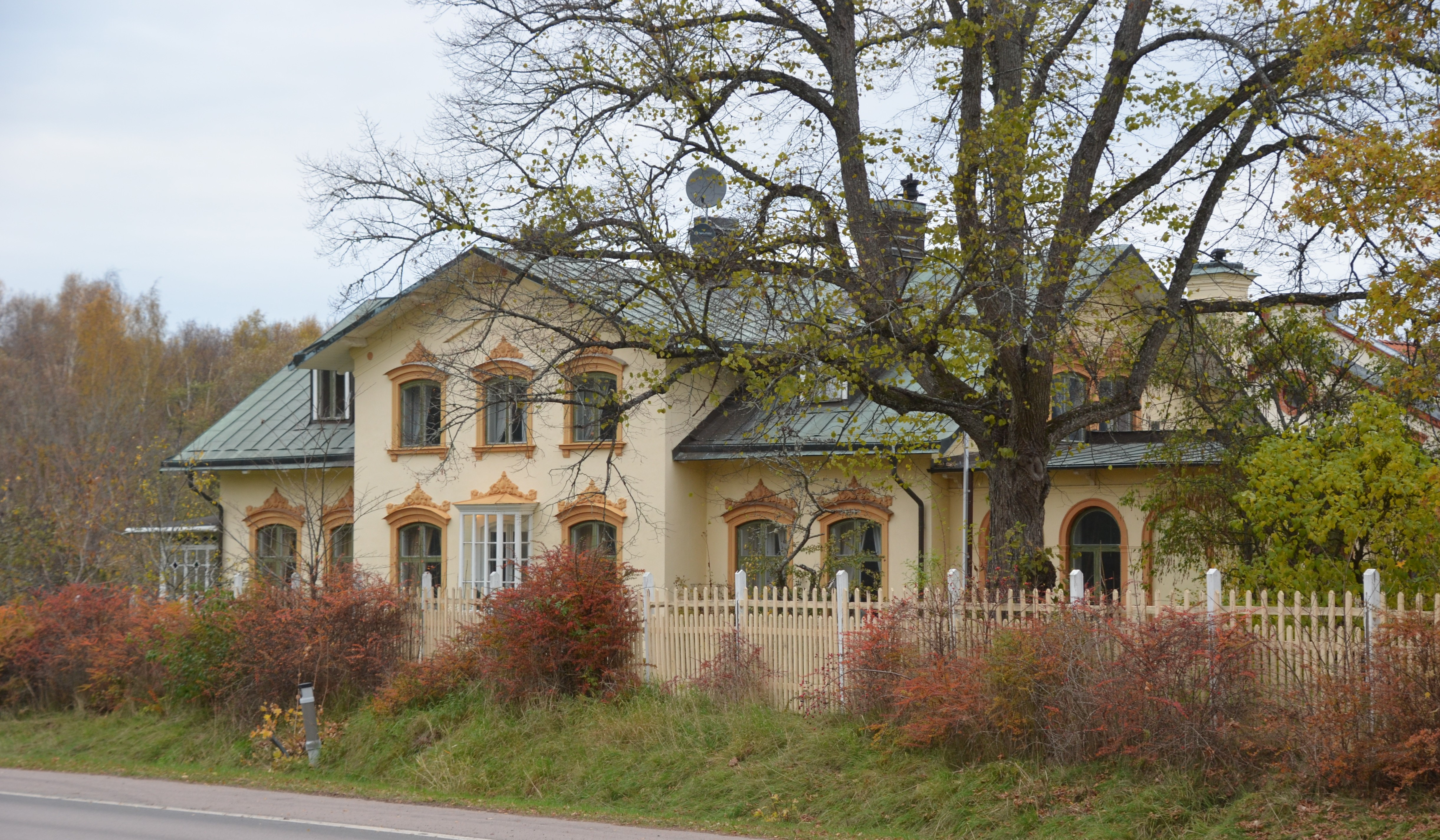
Familjerna Libergs bostadshus i Rosenfors
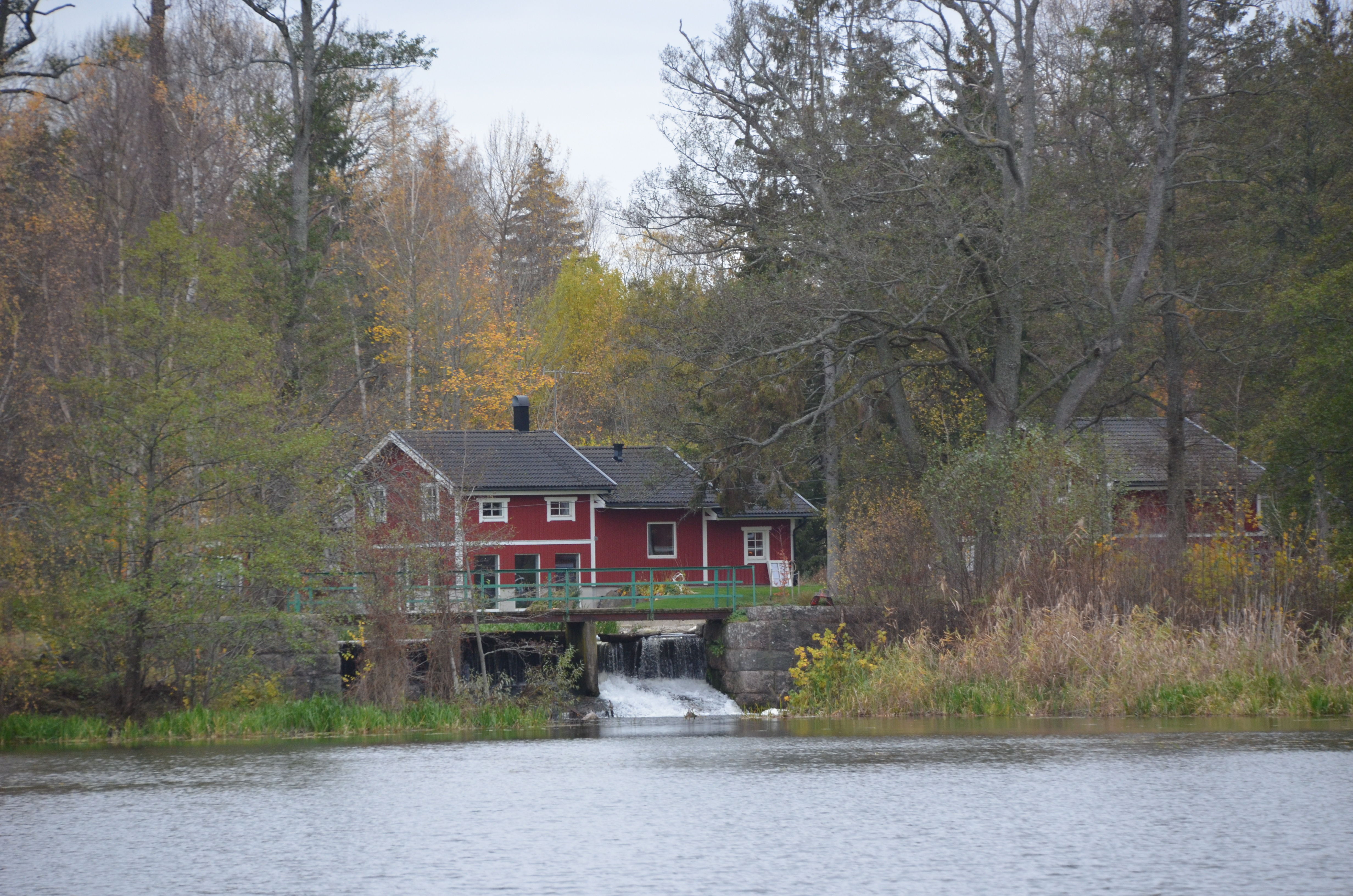
Hammarområdet vid Vretahagen uppströms Rosenfors
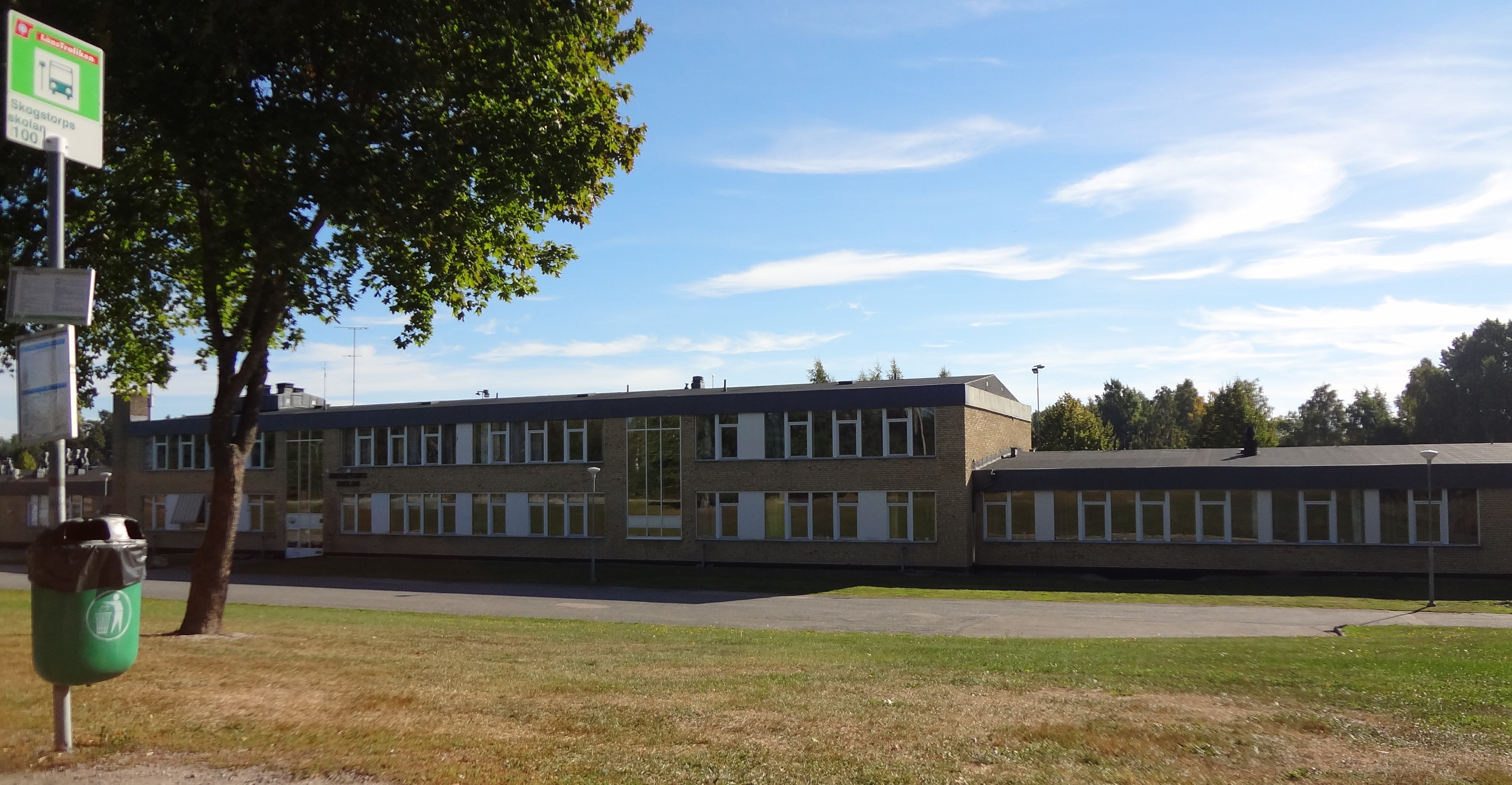
Skogstorpsskolan
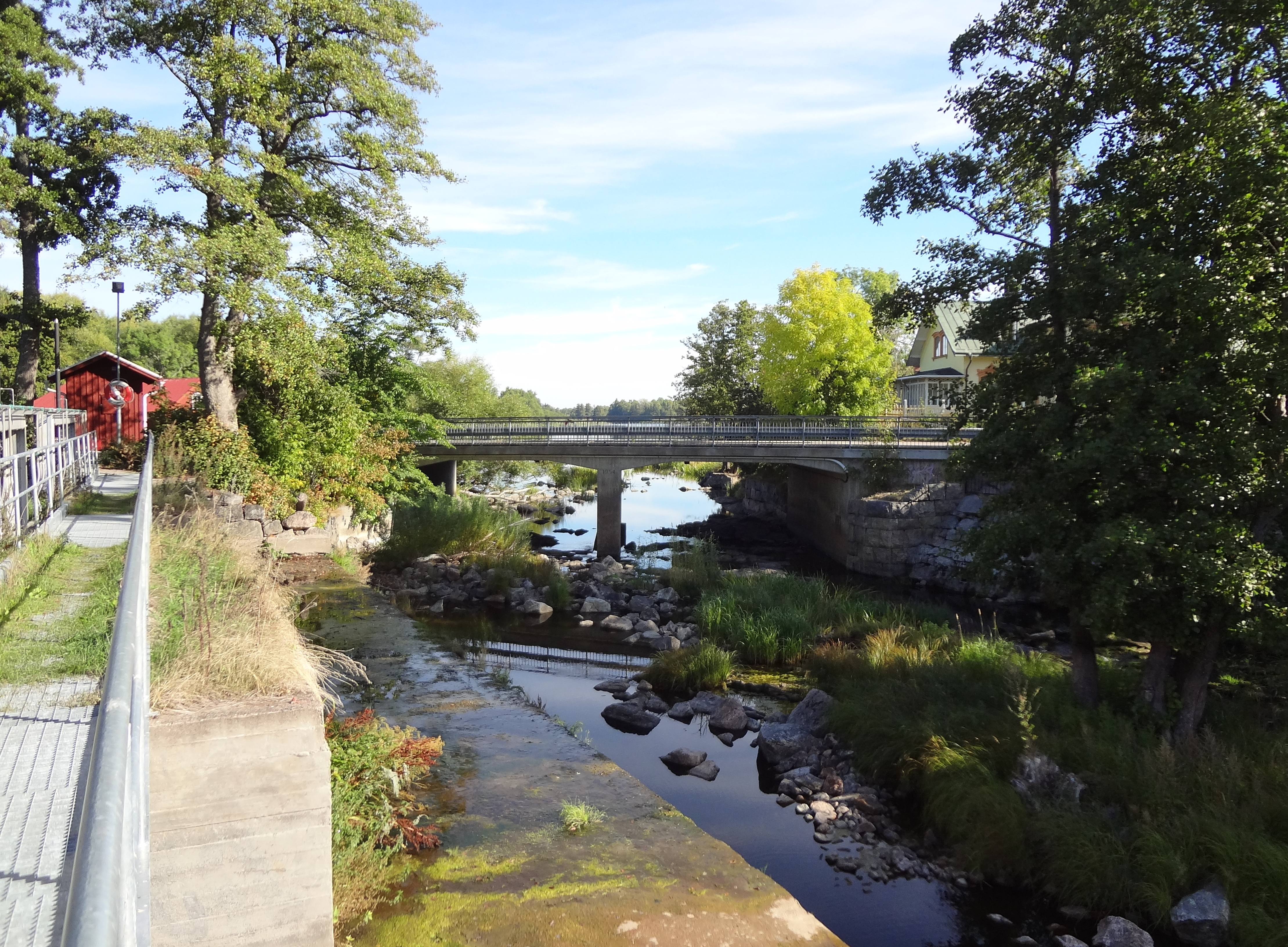
Bron över Hyndevadsån på Rosenforsvägen
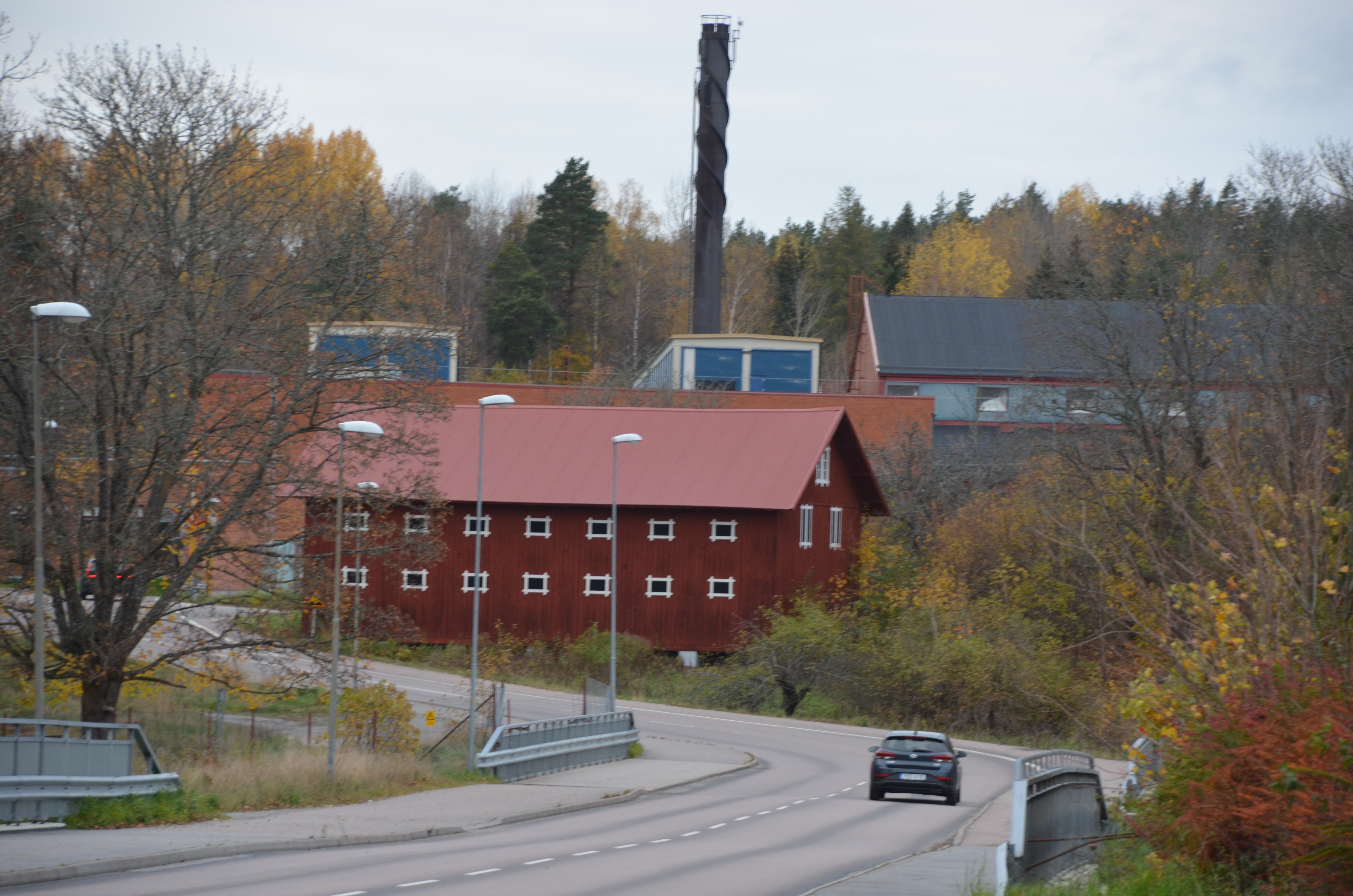
Vägen och bron över Hyndevadsån, med Alfa Lavals Eskilstunafabrik i bakgrunden
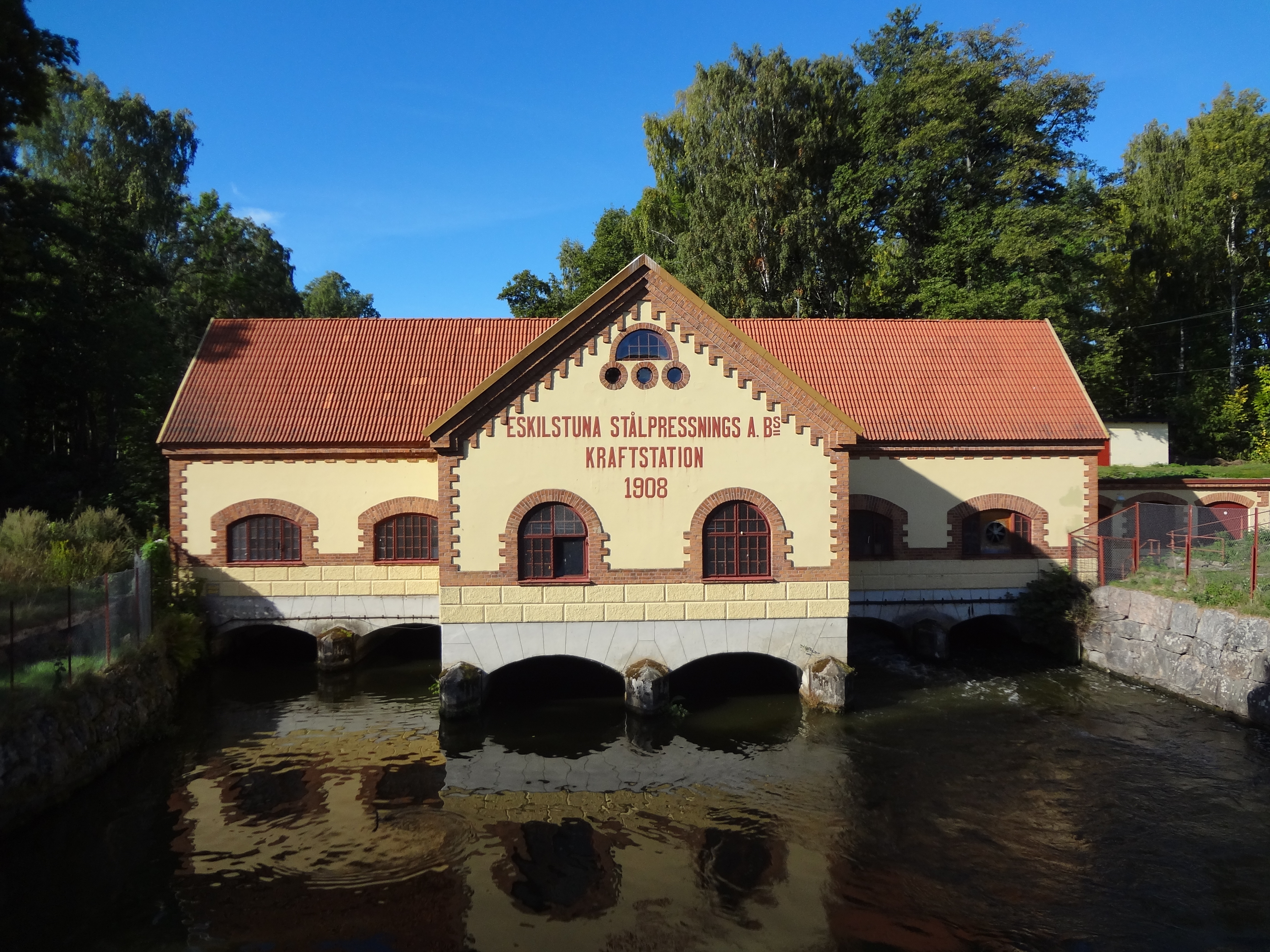
Kraftstationen i Hynevadsån